# Герб Новосиля
Герб городского поселения Новоси́ль муниципального образования Новосильский район Орловской области Российской Федерации.
Герб утверждён решением Новосильского городского Совета народных депутатов от 29 октября 2010 года № 170.
Герб внесён в Государственный геральдический регистр под регистрационным номером 6524.

## Описание герба
« В зелёном поле пять лазоревых, на золотых стеблях, васильков и четыре колоса того же металла, положенные трижды по три, шахматно-попеременно».— Положение о гербе
Герб городского поселения Новосиль может воспроизводиться с вольной частью в соответствии со ст. 6 пункт 7 Закона Орловской области от 1 августа 2002 года № 266-ОЗ «О гербе и флаге Орловской области»
Герб городского поселения Новосиль в соответствии с Методическими рекомендациями по разработке и использованию официальных символов муниципальных образований (Раздел 2, Глава VIII, п.п. 45-46), утверждёнными Геральдическим Советом при Президенте Российской Федерации 28.06.2006 года может воспроизводиться со статусной короной установленного образца.

## Описание символики
Герб городского поселения Новосиль реконструирован на основе исторического герба уездного города Новосиль Тульского наместничества, Высочайше утверждённого 8 марта 1778 года. Подлинное описание исторического герба гласит: «По зеленому полю, разметанные чрезъ рядъ: цветки васильки и златые классы, изъявляющіе плодоносіе полей окружности сего города».
Восстановление исторического герба уездного города в качестве официального символа современного муниципального образования показывает неразрывную связь многих поколений жителей города, историческую и культурную преемственность, бережное отношение жителей к своим традициям.
Золотая башенная корона о трёх зубцах дополненная обручем с самоцветами символизирует город Новосиль, как бывшую столицу удельного княжества.
Золото — символ урожая, богатства, стабильности, уважения и интеллекта.
Зелёный цвет — символ природы, здоровья, молодости, жизненного роста.
Голубой цвет — символ чести, благородства, духовности.

## История герба
Исторический герб Новосиля был Высочайше утверждён 8 (19) марта 1778 года императрицей Екатериной II вместе с другими гербами городов Тульского наместничества (ПСЗ, 1778, Закон № 14717)
По зеленому полю разметанные через ряд цветки васильки и златые колосья, изъявляющие плодоносие полей окружности сего города.
Герб Новосиля был составлен в Герольдмейстерской конторе под руководством герольдмейстера князя М. М. Щербатова.
В 1863 году, в период геральдической реформы Кёне, был разработан проект нового герба уездного города Новосиля Тульской губернии (официально не утверждён):
«В серебряном щите 5 лазурных цветков васильков: 2, 1, 2, сопровождаемых 4 червлёными колосьями. В вольной части герб Тульской губернии. Щит увенчан серебряной стенчатой короной и окружён золотыми колосьями, соединёнными Александровской лентой».
В 1925 году Новосильский уезд из Тульской губернии был передан в Орловскую.
В советский период исторический герб Новосиля не использовался.
25 июня 2010 года Решением Новосильского районного Совета народных депутатов Орловской области № 439 был утверждён герб Новосильского района, который был создан на основе исторического герба Новосиля.
29 октября 2010 года исторический герб Новосиля был восстановлен и утверждён в качестве официального символа города.
Реконструкция исторического герба Новосиля была произведена при содействии «Союза геральдистов России». Авторская группа реконструкция герба: идея — Константин Моченов (Химки), художник и компьютерный дизайн — Ольга Салова (Москва); обоснование символики — Кирилл Переходенко (Конаково).